# Bottiglione

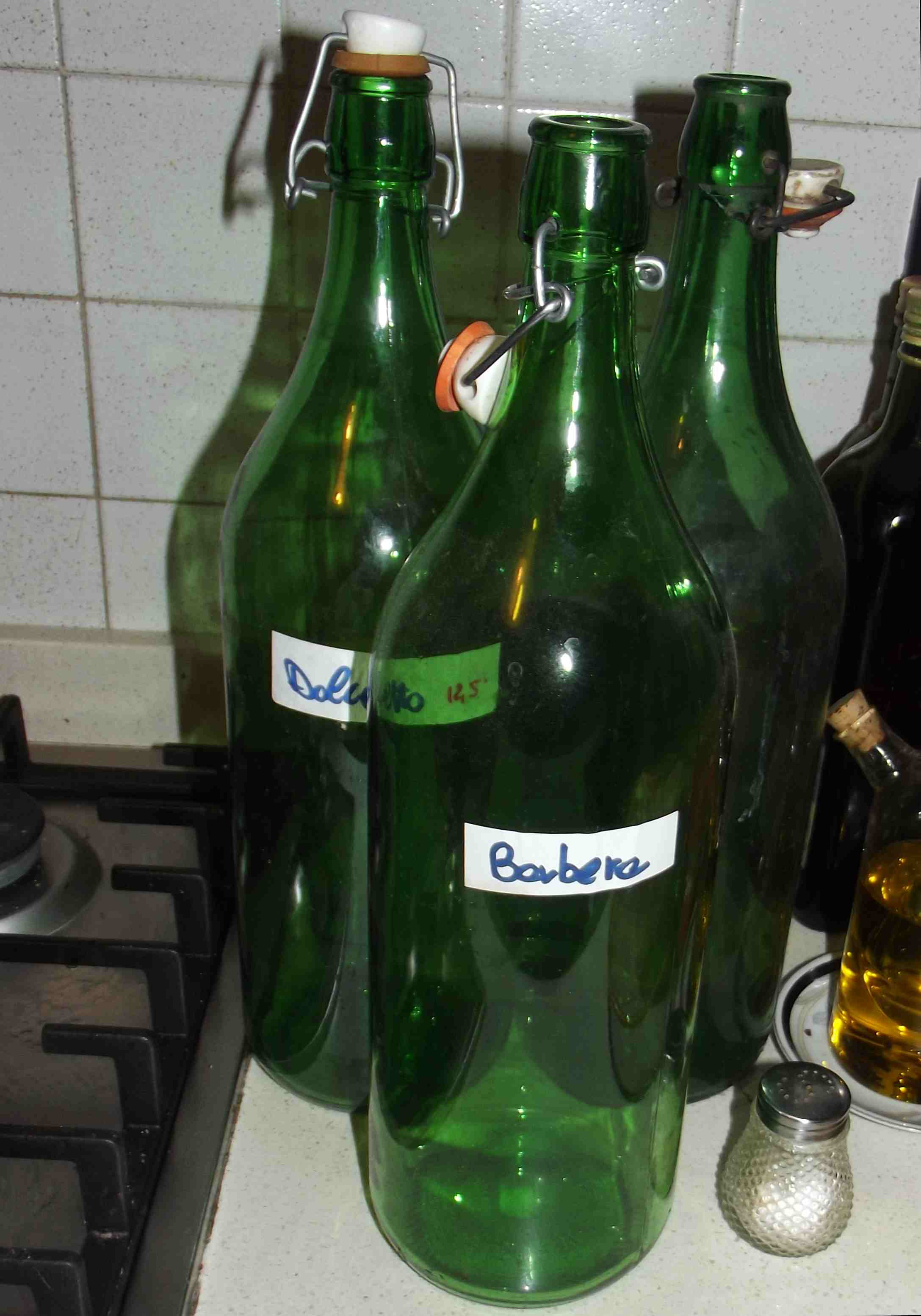
Bottiglioni in vetro verde

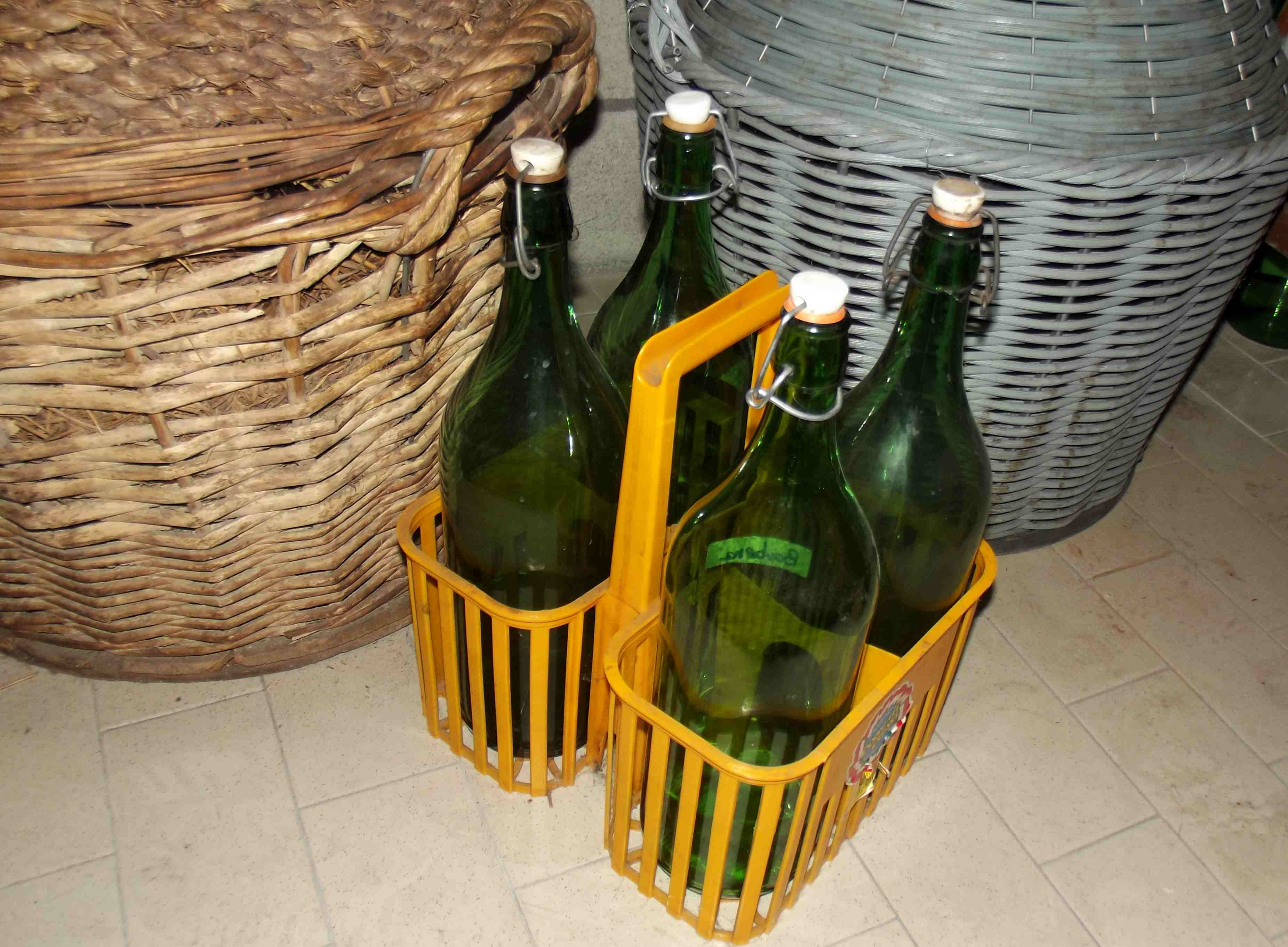
Contenitore in plastica per trasportare 4 bottiglioni

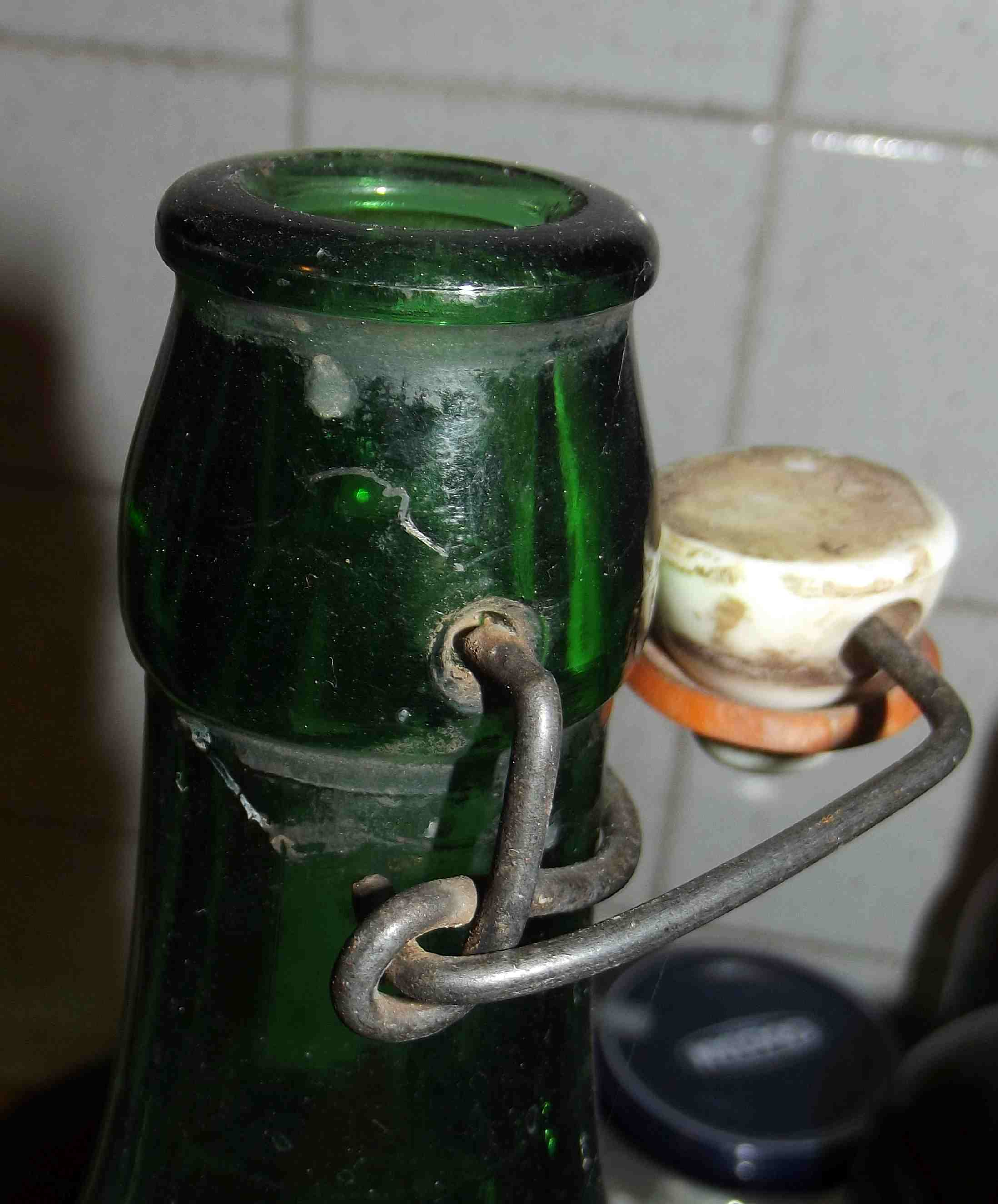
Dettaglio della bocca

Un bottiglione è una grossa bottiglia da vino della capacità di circa 2 litri.

## Etimologia e varianti
La parola bottiglione ebbe origine nel XVI secolo.
Un termine molto comune in Piemonte per indicare il bottiglione è pintone (dal piemontese pinton - pronuncia: pintun). La parola è utilizzata nelle opere di vari scrittori tra i quali Primo Levi e Beppe Fenoglio. Un altro termine per indicare il bottiglione è doppiolitro o anche doppio litro.

## Caratteristiche
- Base: non molto pronunciata.
- Corpo: cilindrico fino a circa 3/4 dell'altezza.
- Spalla: piuttosto pronunciata.
- Collo: corto.
- Cercine: rilevato con una rigonfiamento per bloccare l'eventuale tappo a corona.
- Altezza: 35–40 cm.
- Capacità: 2000 ml.

### Vetro utilizzato
I bottiglioni vengono in genere realizzati con vetro di colore verde scuro, in modo da proteggere il vino contenuto dai danni della luce pur consentendone la visione dall'esterno. Esistono comunque anche bottiglioni in vetri di diverso colore, ad esempio marrone, oppure in vetro non colorato.

### Chiusura
Di solito i bottiglioni sono provvisti di due piccoli incavi al lato della bocca in modo da consentire l'alloggiamento di un tappo meccanico con testa in porcellana o in plastica e guarnizione in gomma, in modo da facilitare l'imbottigliamento. Il cercine attorno alla bocca consente inoltre la fissazione di un tappo a corona. Per vini da conservare per un tempo medio-lungo possono invece venire utilizzati per la chiusura normali tappi cilindrici di sughero o di silicone.

## Utilizzo
I bottiglioni oltre che nel commercio del vino vengono comunemente utilizzati per la conservazione casalinga di vini non destinati ad un lungo invecchiamento.
Oltre che per il vino possono essere impiegati come contenitori di oli alimentari o latte, anche in questo caso spesso in contesti casalinghi o artigianali.
I bottiglioni vengono inoltre utilizzati per il trasporto a casa del vino sfuso, dopo essere stati riempiti al punto vendita.

## Nella cultura di massa
Il bottiglione è spesso associato nella cultura popolare italiana a vini di pessima qualità, consumati principalmente al fine di raggiungere l'ubriachezza.